# Эвстхус, Сара
Сара Ортеза Ховден Эвстхус (норв. Sarah Orteza Hovden Øvsthus; род. 20 марта 1994) — норвежская тяжелоатлетка, выступающая в категории до 53 кг.

## Карьера

### Тяжёлая атлетика
Сара выступила на чемпионате Европы 2015 года в Тбилиси, где заняла девятое место как в рывке, так и в точке и по общей сумме. В первом виде она сумела поднять только 67 килограммов, две остальные попытки на 70 кг оказались неудачными; в толчке Саре покорились две попытки — на 83 и 85 килограммов.
На чемпионате Европы 2016 года, который проходил в норвежском Фёрде, Сара улучшила свои результаты в обоих видах, подняв 74 килограмма в рывке (во второй попытке), и с третьей попытки в толчке взяла снаряд массой 90 килограммов. Несмотря на это, итоговые позиции оказались ниже результатов прошлого года — она стала пятнадцатой в рывке, двенадцатой в толчке и тринадцатой в сумме.
На чемпионате Европы 2017 года заняла шестое место, подняв 78 и 97 килограммов в двух упражнениях. В том же году поехала на чемпионат мира, но до результата европейского первенства не дотянула один килограмм в толчке, заняв итоговое пятнадцатое место.
На чемпионате Европы 2018 года вновь стала шестой, подняв 178 килограммов (79 + 99). На чемпионате мира с таким же результатом стала 26-й.
В 2019 году стала десятой на чемпионате Европы в Батуми с результатом 179 килограммов, выиграла турнир British Open с результатом 185 кг (83 + 102). Также выиграла чемпионат стран Северной Европы, подняв 180 килограммов.

### Другие виды
Помимо тяжёлой атлетики Сара становилась чемпионкой Норвегии в прыжках в длину с места в 2015 году. Она представляет клуб «Лаксеваг».